# Carlos Dunlap
Carlos Dunlap (nacido el 28 de febrero de 1989) es un jugador de fútbol americano que sirve como ala defensiva para el equipo de los jefes de Kansas City de la National Football League (NFL). Jugó fútbol americano durante la universidad en Florida, donde ganó un campeonato nacional en 2009 . Fue seleccionado por los Bengalíes de Cincinnati en la segunda ronda del Draft de la NFL de 2010. .

## Primeros años
Dunlap nació en North Charleston, Carolina del Sur . Asistió a la escuela secundaria Fort Dorchester en North Charleston, donde jugó para el equipo de fútbol americano de Fort Dorchester Patriots. Durante su tercer año, hizo 103 tacleadas, 22 para pérdida y 9 capturas de mariscal de campo . En su último año, registró 105 tacleadas, 35 por pérdida y 24 capturas; y fue elegido para jugar en el primer partido de Ofensa-Defensa americano.
Considerado un recluta de cinco estrellas por el sitio Rivals.com,  Dunlap fue catalogado como el ala defensiva del lado débil No. 1 en la nación en 2007. Eligió Florida sobre las ofertas de Clemson, Carolina del Sur, Auburn y Tennessee .

## Carrera universitaria
Dunlap aceptó una beca deportiva para asistir a la Universidad de Florida en Gainesville, Florida, donde jugó para el equipo de fútbol americano Florida Gators, por parte del entrenador Urban Meyer de 2007 a 2009.
Como un verdadero estudiante de primer año en 2007, jugó en 13 juegos, registrando siete tacleadas y una captura de mariscal de campo. Como estudiante de segundo año en 2008, Dunlap jugó en los 14 juegos de los Gators y registró 39 tacleadas, 9.5 capturas, el máximo del equipo, y tres despejes bloqueados. Fue el MVP defensivo de la victoria de los Gators sobre los Oklahoma Sooners en el Juego de Campeonato Nacional BCS de 2009, registrando cuatro tacleadas y una captura compartida durante el juego.
En 2009, jugó en 13 partidos. Se perdió un juego, el Campeonato de la SEC, debido a una suspensión luego de ser arrestado por conducir bajo la influencia de alcohol.  Durante la temporada, registró 38 tacleadas y nueve capturas y fue una selección de consenso del primer equipo All-SEC. Terminó su carrera con 84 tacleadas, 19.5 capturas y tres patadas bloqueadas. Después de su tercer año, Dunlap decidió renunciar a su temporada senior e ingresar al Draft de la NFL de 2010 . 

## Carrera profesional
Después de su segunda temporada, se proyectó que Dunlap sería una primera ronda y una posible selección entre los diez primeros en 2010. Su stock de draft comenzó a caer después de una temporada junior mediocre y un arresto por conducir bajo la influencia de alcohol. El 11 de enero de 2010, se anunció que Dunlap renunciaría a su elegibilidad restante e ingresaría al Draft de la NFL de 2010. Dunlap asistió al NFL Scouting Combine y realizó todos los ejercicios combinados y posicionales. Varios exploradores dijeron que su desempeño general en el Combinado fue decepcionante y no impresionó a los representantes del equipo durante el proceso de entrevista.
El 17 de marzo de 2010, Dunlap asistió al día profesional de Florida y eligió realizar múltiples ejercicios combinados nuevamente. Mejoró su carrera de 40 yardas (4,61 s), carrera de 20 yardas (2,68 s), carrera de 10 yardas (1,60 s), press de banca (22) y salto de longitud (9'4"). Al concluir el proceso previo al draft, los expertos y cazatalentos de la NFL proyectaron que Dunlap sería una selección de segunda ronda. Fue clasificado como el tercer mejor prospecto de ala defensiva por el analista de la NFL Mike Mayock, el cuarto mejor ala defensiva por Scouts Inc., y fue clasificado como el quinto mejor ala defensiva en el draft por el sitio DraftScout.com.

### Cincinnati Bengals

#### 2010
Los Cincinnati Bengals seleccionaron a Dunlap en la segunda ronda (54° en general) del Draft de la NFL de 2010 . Dunlap fue el décimo ala defensiva reclutado en el año de 2010. 
El 28 de julio de 2010, los Cincinnati Bengals firmaron con Dunlap un contrato de cuatro años y $ 3,71 millones, de los cuales $ 1,77 millones están garantizados y un bono por firmar de $ 1,22 millones. 
A lo largo del campo de entrenamiento, Dunlap compitió para ser un ala defensiva suplente contra Jonathan Fanene y Frostee Rucker . El entrenador en jefe Marvin Lewis lo nombró el quinto ala defensiva en la tabla de profundidad para comenzar la temporada regular, detrás de Robert Geathers, Antwan Odom, Frostee Rucker y Jonathan Fanene. 
Dunlap estuvo ausente durante los dos primeros juegos de la temporada regular. El 26 de septiembre de 2010, Dunlap hizo su debut profesional en la temporada regular durante la victoria de los Bengals por 20–7 sobre los Carolina Panthers en la Semana 3. Dunlap estuvo inactivo durante otros dos juegos (semanas 4-5), pero regresó en la semana 7 durante una derrota por 39-32 ante los Atlanta Falcons . Durante el juego, hizo la primera entrada de su carrera al corredor Jason Snelling para detener una ganancia de cuatro yardas en el último cuarto. Dunlap fue elevado en la tabla de profundidad después de que Antwan Odom fuera suspendido y Johnathan Fanene y Frostee Rucker sufrieran lesiones.Fanene, Odom y Rucker fueron colocados en la reserva de lesionados donde terminarían la temporada. El 14 de noviembre de 2010, Dunlap registró dos tacleadas en solitario e hizo la primera captura de su carrera durante una derrota por 23-17 ante los Indianapolis Colts en la Semana 10. Dunlap hizo la primera captura de su carrera sobre el mariscal de campo Peyton Manning para una pérdida de cuatro yardas en el segundo cuarto. En la semana 14, recolectó cuatro tacleadas combinadas, el máximo de la temporada, y se le atribuyó media captura en la derrota de los Bengals por 23–7 ante los Pittsburgh Steelers . El 25 de noviembre de 2010, Dunlap hizo tres tacleadas en solitario y tuvo dos capturas sobre el mariscal de campo Mark Sanchez durante una derrota por 26-10 ante los New York Jets en la semana 12. Obtuvo su primera actuación de múltiples capturas de su carrera con sus dos capturas. Dunlap terminó su temporada de novato en 2010 con 24 tacleadas combinadas (19 en solitario), 9.5 capturas y tres pases desviados en 12 juegos y cero aperturas. Sus 9.5 capturas lideraron al equipo y establecieron un récord de franquicia de más capturas por parte de un novato.

#### 2011
Durante el campamento de entrenamiento, Dunlap compitió para ser un ala defensiva titular contra Robert Geathers, Frostee Rucker y Michael Johnson . El coordinador defensivo Mike Zimmer nombró a Dunlap como el cuarto ala defensiva en la tabla de profundidad para comenzar la temporada, detrás de Robert Geathers, Michael Johnson y Frostee Rucker. En la semana 2, Dunlap acumuló cuatro tacleadas en solitario, el máximo de la temporada, durante una derrota por 24-22 ante los Denver Broncos . El 2 de octubre de 2011, Dunlap hizo la primera apertura de su carrera en lugar de Robert Geathers. Terminó la victoria de los Bengals por 23-20 contra los Buffalo Bills con dos tacleadas combinadas y un pase desviado. El 6 de noviembre de 2011, hizo tres tacleadas combinadas, un pase desviado y tuvo dos capturas, el máximo de la temporada, sobre el mariscal de campo de los Titans, Matt Hasselbeck, en una victoria por 24-17 en los Tennessee Titans . Estuvo inactivo en la derrota de la Semana 10 de los Bengals ante los Pittsburgh Steelers debido a una lesión en el tendón de la corva. Su lesión se agravó y estuvo inactivo durante tres juegos más (semanas 12 a 14). En la semana 17, Dunlap recolectó seis tacleadas combinadas, el máximo de la temporada, y se le atribuyó media captura durante una derrota por 24-16 ante los Baltimore Ravens . Terminó la temporada con 23 tacleadas combinadas (11 en solitario), 4.5 capturas y tres pases desviados en 12 juegos y una apertura. 
Los Cincinnati Bengals terminaron en tercer lugar para la AFC Norte con un récord de 9–7 y obtuvieron un puesto como comodín. El 7 de enero de 2012, Dunlap apareció en el primer juego de playoffs de su carrera e hizo una entrada durante una derrota por 31-10 ante los Houston Texans en el AFC Wildcard Game.

#### 2012
Durante el campamento de entrenamiento, Dunlap compitió para ser un ala defensiva titular contra Michael Johnson, Jamaal Anderson y Derrick Harvey . El entrenador en jefe, Marvin Lewis nombró a Dunlap el ala defensiva suplente para comenzar la temporada, detrás de Robert Geathers y Michael Johnson . Dunlap sufrió una lesión en la rodilla durante la pretemporada y no pudo jugar los dos primeros partidos de la temporada regular (semanas 1 y 2). 

#### 2013
El 15 de julio de 2013, los Cincinnati Bengals firmaron a Dunlap con una extensión de contrato por cinco años y $ 39,37 millones con $ 11,70 millones garantizados y un bono por firmar de $ 8 millones. 

#### 2015
Dunlap tuvo una temporada destacada en el año de 2015, registrando 13.5 capturas, la mejor marca de su carrera, y ganando su primer Pro Bowl. Ocupó el puesto número 70 en la lista de los 100 mejores jugadores de la NFL en 2016.

#### 2016
En 2016, fue titular en los 16 juegos, donde se registraron 49 tacleadas, ocho capturas, tres balones sueltos forzados y 15 pases defendidos en su camino hacia su segundo Pro Bowl. Sus 15 pases defendidos estaban empatados en el octavo lugar de la liga y fueron la mayor cantidad de cualquier corredor no defensivo. 

#### 2017
En la Semana 8 de la temporada 2017, bateó un pase del mariscal de campo de los Colts, Jacoby Brissett, lo interceptó y lo devolvió 16 yardas para un touchdown en la victoria por 24-23, lo que le valió el premio al Jugador Defensivo de la Semana de la AFC. Terminó la temporada con 46 tacleadas, 7.5 capturas, siete pases defendidos y una intercepción.

#### 2018

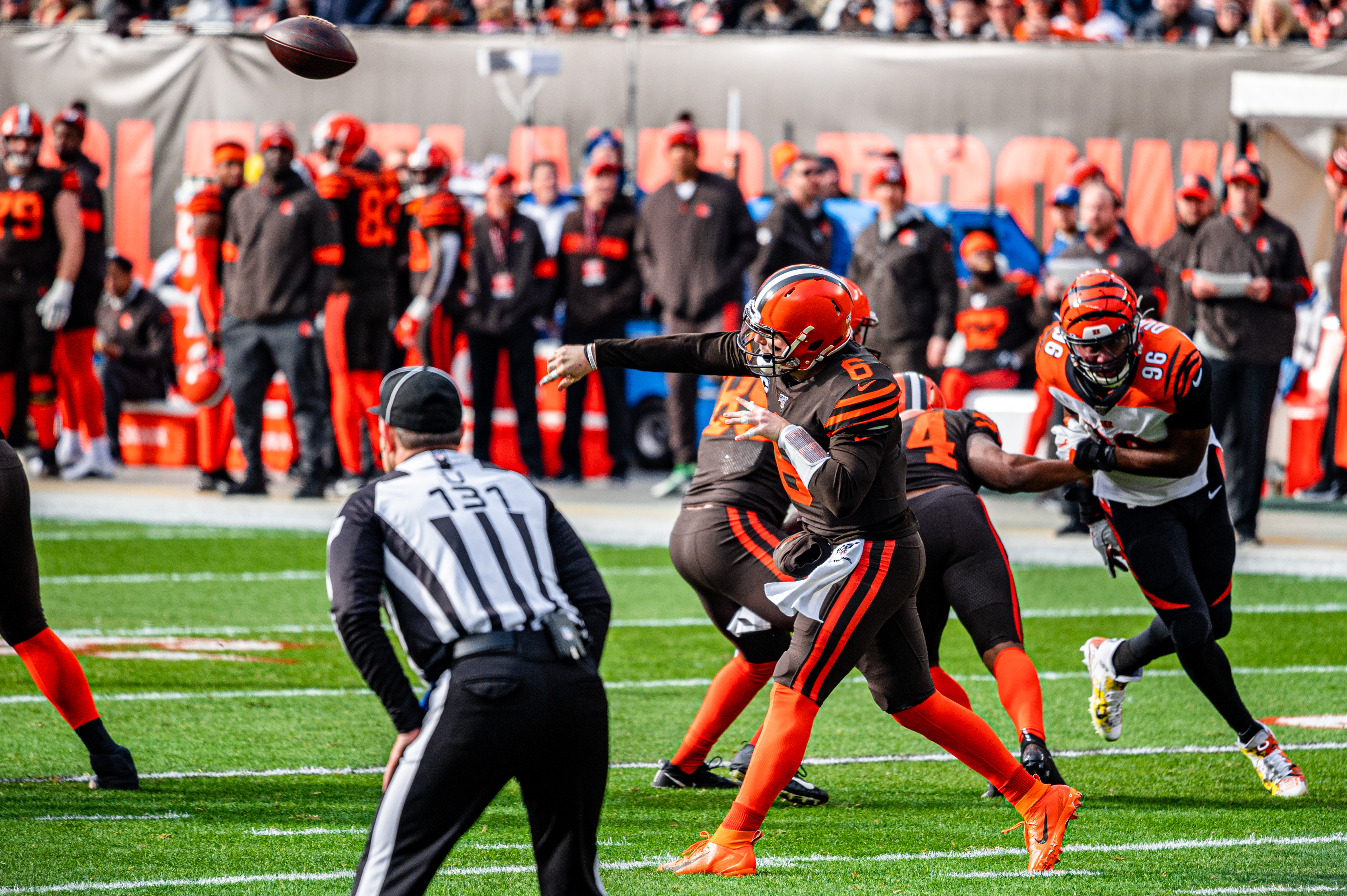
Dunlap (derecha) jugando contra los Cleveland Browns en 2019.

El 28 de agosto de 2018, Dunlap firmó una extensión de contrato por tres años y $45 millones con los Bengals hasta la temporada de 2021. 

#### 2019
En la semana 13 contra los New York Jets, Dunlap capturó al mariscal de campo Sam Darnold tres veces cuando los Bengals ganaron su primer juego de la temporada 22–6.  Ganó el premio al Jugador Defensivo de la Semana de la AFC por su actuación. En la semana 17 contra los Cleveland Browns, Dunlap capturó a Baker Mayfield 2,5 veces durante la victoria por 33-23. 

#### 2020
A medida que avanzaba la temporada 2020, Dunlap expresó abiertamente su deseo de salir de Cincinnati después de perder tiempo de juego y cuestionar su uso por parte del cuerpo técnico, incluida la publicación en su Twitter de que estaba vendiendo su casa en Cincinnati. 

### Halcones Marinos de Seattle
El 28 de octubre de 2020, Dunlap fue cambiado a los Seattle Seahawks por el centro BJ Finney y una selección de séptima ronda del draft de 2021. Dunlap hizo su debut con los Seahawks en la Semana 9 contra los Buffalo Bills . Durante el juego, Dunlap registró su primera captura como Seahawk sobre Josh Allen durante la derrota por 44-34. En la semana 11 contra los Arizona Cardinals en Thursday Night Football, Dunlap registró dos capturas sobre Kyler Murray, incluida una en cuarta oportunidad al final del último cuarto para sellar la victoria de los Seahawks por 28-21.

#### 2021
Dunlap fue liberado después de la temporada el 8 de marzo de 2021, pero volvió a firmar con el equipo en un contrato de dos años por valor de $ 16,6 millones el 30 de marzo de 2021. 
En el juego de la semana 13 de los Seahawks contra los 49ers de San Francisco, Dunlap registró el primer profundo de su carrera.
El 18 de marzo de 2022, los Seahawks liberaron a Dunlap. 

### Jefes de Kansas City
Dunlap firmó con los Kansas City Chiefs el 28 de julio de 2022. En la primera temporada de Dunlap con los Chiefs, los ayudó a derrotar a los Cincinnati Bengals, su antiguo equipo, 23-20 en el Juego de Campeonato de la AFC . El 12 de febrero de 2023 derrotaron a los Philadelphia Eagles 38-35 para ganar el Super Bowl LVII .

## Estadísticas de carrera de la NFL
| Leyenda  | Leyenda                   |
| -------- | ------------------------- |
|          | Ganó el Super Bowl        |
| Atrevido | Lo más alto de su carrera |

## Vida personal
Dunlap se graduó de la Universidad de Florida con una Licenciatura en Ciencias de la Familia, la Juventud y la Comunidad, obteniendo su título en línea. En mayo de 2016, Dunlap se graduó de la Universidad de Miami con una Maestría en Administración de Empresas.